# Трубкоцвіт сумнівний
Трубкоцвіт сумнівний (Solenanthus dubius) — вид квіткових рослин родини шорстколистих (Boraginaceae).

## Біоморфологічна характеристика
Це багаторічна рослина 30–85 см заввишки, із б.-м. густим запушенням. Чашечка до основи 5-роздільна, її частки подовжені, тупі, при плодах злегка збільшені. Віночок ≈ 6 мм завдовжки, ледве виступає з чашечки, червоний, трубчасто-воронкоподібний, тупо 5-лопатевий. Горішки яйцеподібні, стислі, 7–8 мм завдовжки, на спинці плоскі, з рідкими гачкуватими шипиками.

## Поширення
Крим, Північний Кавказ, Грузія.
В Україні вид зростає у тінистих лісах, серед чагарників, на полях — у Криму у верхньому гірському поясі, рідко (заповідно-мисливське господарство в Алуштинському р-ні), а також на ПБК між Сонячногірськом та Червонопещерним («Казик-Коба»). У ЧКУ має статус «рідкісний».